# Примасій Гадрументійський
Примасій (? — помер близько 560) — єпископ Гадрумета і примас Візакени в Африці. Один з учасників суперечки про три розділи, його коментар до Книги Одкровення цікавить сучасних вчених через використання втраченого коментаря Тіконія до тієї ж книги Нового Завіту. За словами M.L.W. Лайстнер, серед його учнів був африканський теолог Юнілл.

## Життєпис
Про його раннє життя, здається, нічого не відомо, але в 551 році, після того як він став єпископом, він був покликаний разом з іншими єпископами до Константинополя і взяв участь у суперечці про три глави. Він розділив долю Папи Вігілія і допоміг засудити Теодора Аскіда, єпископа Кесарії, головного організатора суперечки, і втік з Вігілієм до Халкідону. Він відмовився брати участь у п’ятому Вселенському соборі в Константинополі за відсутності папи і був єдиним африканцем, який підписав папський конститут імператору Юстиніану.

## Праці
Перебуваючи в Константинополі, Примасій вивчав екзегезу греків, і його слава в основному завдяки коментарю до Одкровення. Цей твір, розділений на п’ять книг, має важливе значення і як свідок докіпріанського латинського тексту Книги Об’явлення, який використовувала північноафриканська церква, і як допомога у реконструкції найвпливовішого латинського коментаря до Одкровення, екзегетична робота донатіста Тіконія. Текст і екзегеза Об’явлення 20:1-21:6 взяті без атрибуції з книги Августина з Hippo De civitate Dei, 20.7-17.
Творчість Тіконія вважалася Примасієм скарбом, що перебуває на шляху, і правом власності на Церкву, що потребує лише перегляду й очищення. Тіконій розробив теорію, яку ввів Вікторін, щоб дослідити різні слова та образи, які використовуються в різних уривках для передачі одного і того ж повідомлення. Примасій дуже уважно дотримувався цього екзегетичного методу, але відрізнявся від Тіконія більшим змістом тексту. Там, де Тіконій вважав, що Одкровення слід читати з точки зору боротьби донатистів з фальшивими братами та язичниками, Примасій вважав, що конфлікт між Церквою і світом належним чином лежить.
Особливий інтерес представляє лист Августина до лікаря Максима з Теней, збережений Примасієм, в якому чотири філософські кардинальні чесноти поєднуються з пізнішими трьома так званими теологічними чеснотами, утворюючи число сім у спосіб, який більше ніде не відомий про Августина.
Перше видання коментаря Примасія було випущено Євхарієм Цервікорном (Кельн, 1535 р.; передруковано, Париж, 1544 р.), але найповнішим і все ще найціннішим є Базельський 1544, який базується на дуже давньому рукописі бенедиктинського монастиря. Мурбаха у Верхньому Ельзасі. У цьому ж монастирі, згідно з каталогом рукописів, був твір Contra haereticos, який більше не зберігся і натякає на інші твори, особливо про Єровоама. Коментар до послань Павла та Послання до євреїв, які Мінь приписує Примасію, є фальшивим.